# Jordi II Xarvaixidze
Jordi II Xarvaixidze (Guiorgui Mikhàilovitx Xarvaixidze) fou príncep d'Abkhàzia el 1866. Va néixer el 1846 i fou membre del cos de patges de Sant Petersburg. El 1866 el poble es va revoltar contra Rússia i Jordi II fou proclamat príncep a Sukhumi el 29 de juliol de 1866. Els russos van derrotar els rebels i Jordi fou arrestat i deportat a Orenburg. No va deixar successió.